# Bremer voetbalkampioenschap 1904/05
In 1904/05 werd het zesde Bremer voetbalkampioenschap gespeeld, dat georganiseerd werd door de Bremer voetbalbond. Bremer SC 1891 werd kampioen. De club nam niet deel aan de eindronde om de Duitse landstitel. 

## Eindstand
| Plaats | Club             | Wed. | W | G | V | Saldo | Ptn |
| ------ | ---------------- | ---- | - | - | - | ----- | --- |
| 1.     | Bremer SC 1891   | 3    | 3 | 0 | 0 | 10:1  | 6:0 |
| 2.     | SuS 1896 Bremen  | 3    | 1 | 1 | 1 | 5:9   | 3:3 |
| 3.     | FC Elite Bremen  | 3    | 0 | 2 | 1 | 4:6   | 2:4 |
| 4.     | FV Werder Bremen | 3    | 0 | 1 | 2 | 5:8   | 1:7 |

|  | Kampioen |